# Le Sappey
Le Sappey település Franciaországban, Haute-Savoie megyében. Lakosainak száma 463 fő (2022. január 1.). Le Sappey Arbusigny, Archamps, Beaumont, Menthonnex-en-Bornes, La Muraz, Présilly és Vovray-en-Bornes községekkel határos.

## Népesség
A település népességének változása:
| Lakosok száma | 383  | 407  | 414  | 409  | 421  | 434  | 446  | 447  | 463  |
|               | 2013 | 2015 | 2016 | 2017 | 2018 | 2019 | 2020 | 2021 | 2022 |